# 24h Le Mans

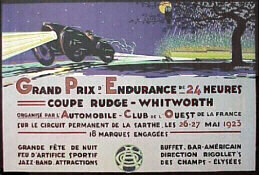
Plakat z 1923 roku

Tor de la Sarthe

24h Le Mans – wyścig samochodowy, w którym zadaniem zawodników jest przejechanie jak największej liczby okrążeń w ciągu dokładnie jednej doby. W zawodach startują drużyny trzyosobowe.
Tor Circuit de la Sarthe ma długość 13 629 m i jest wpleciony w ulice wokół miasta, w którym odbywa się wyścig.

## Historia
Pierwszy wyścig 24h Le Mans odbył się 26 maja 1923 roku. Od tej pory był rozgrywany corocznie, z wyjątkiem lat 1936 oraz 1940–1948. Pierwszymi zwycięzcami zostali Francuzi, Andre Lagache i Rene Lenoard. Załoga przejechała 128 okrążeń. Kierowcą z największą liczbą zwycięstw w tym wyścigu jest Duńczyk, Tom Kristensen. Był członkiem zwycięskich załóg aż 9-krotnie. 
Do edycji w 2008 roku 24-godzinny wyścig Le Mans rozpoczynał się tradycyjnie w sobotę o godzinie 16:00. Wyjątkami od tej reguły były lata 1968, gdy wyścig został przesunięty, 1984, kiedy wyścig zaczął się o 15:00 z powodu odbywających się we Francji wyborów i w 2006 roku kiedy wyścig Le Mans rozpoczął się z opóźnieniem, co było spowodowane transmisjami z mistrzostw świata w piłce nożnej.
Od 2009 roku wyścig rozpoczyna się o godzinie 15:00.

## Wypadki
W historii wyścigów dochodziło do wielu wypadków śmiertelnych. Najtragiczniejszym był wypadek z 1955 roku, wtedy doszło do zderzenia 3 samochodów, a jeden z nich - Mercedes - wyleciał z toru wyścigowego i rozbił się o trybuny, doprowadzając do śmierci ponad 80 widzów. Zdarzenia nie przeżył też kierujący pojazdem. Wydarzenie spowodowało wycofanie się Mercedesa z wszelkich wyścigów, aż do 1988 roku i odwołanie wyścigów w Niemczech. Z tego samego powodu w Szwajcarii wprowadzono zakaz organizowania wyścigów, który został zniesiony w czerwcu 2007 roku.

## Zwycięzcy wyścigu
| Rok                      | Zespół                                | Kierowcy                                              | Samochód                          | Przejechane okrążenia       | Źródło                   |
| Rok                      | Zespół                                | Kierowcy                                              | Silnik                            | Przejechane okrążenia       | Źródło                   |
| Tor o długości 17,262 km | Tor o długości 17,262 km              | Tor o długości 17,262 km                              | Tor o długości 17,262 km          | Tor o długości 17,262 km    | Tor o długości 17,262 km |
| ------------------------ | ------------------------------------- | ----------------------------------------------------- | --------------------------------- | --------------------------- | ------------------------ |
| 1923                     | –                                     | André Lagache René Léonard                            | Chenard & Walcker Sport           | 128                         |                          |
| 1923                     | –                                     | André Lagache René Léonard                            | Chenard & Walcker 3.0 I4          | 128                         |                          |
| 1924                     | Duff & Aldington                      | John Duff Frank Clement                               | Bentley 3 Litre Sport             | 120                         |                          |
| 1924                     | Duff & Aldington                      | John Duff Frank Clement                               | Bentley 3.0 I4                    | 120                         |                          |
| 1925                     | –                                     | Gérard de Courcelles André Rossignol                  | Lorraine-Dietrich B3-6            | 129                         |                          |
| 1925                     | –                                     | Gérard de Courcelles André Rossignol                  | Lorraine-Dietrich 3.5 I6          | 129                         |                          |
| 1926                     | –                                     | Robert Bloch André Rossignol                          | Lorraine-Dietrich B3-6            | 147                         |                          |
| 1926                     | –                                     | Robert Bloch André Rossignol                          | Lorraine-Dietrich 3.4 I6          | 147                         |                          |
| 1927                     | Bentley Motors Ltd.                   | Dudley Benjafield Sammy Davis                         | Bentley 3 Litre Super Sport       | 137                         |                          |
| 1927                     | Bentley Motors Ltd.                   | Dudley Benjafield Sammy Davis                         | Bentley 2.9 I4                    | 137                         |                          |
| 1928                     | Bentley Motors Ltd.                   | Woolf Barnato Bernard Rubin                           | Bentley 4½ Litre                  | 154                         |                          |
| 1928                     | Bentley Motors Ltd.                   | Woolf Barnato Bernard Rubin                           | Bentley 4.4 I6                    | 154                         |                          |
| Tor o długości 16,340 km |                                       |                                                       |                                   |                             |                          |
| 1929                     | Bentley Motors Ltd.                   | Woolf Barnato Henry Birkin                            | Bentley Speed Six                 | 174                         |                          |
| 1929                     | Bentley Motors Ltd.                   | Woolf Barnato Henry Birkin                            | Bentley 6.6 I6                    | 174                         |                          |
| 1930                     | Bentley Motors Ltd.                   | Woolf Barnato Glen Kidston                            | Bentley Speed Six                 | 179                         |                          |
| 1930                     | Bentley Motors Ltd.                   | Woolf Barnato Glen Kidston                            | Bentley 6.6 I6                    | 179                         |                          |
| 1931                     | Francis Curzon                        | Francis Curzon Henry Birkin                           | Alfa Romeo 8C 2300 LM             | 184                         |                          |
| 1931                     | Francis Curzon                        | Francis Curzon Henry Birkin                           | Alfa Romeo 2.3 Supercharged I8    | 184                         |                          |
| Tor o długości 13,492 km |                                       |                                                       |                                   |                             |                          |
| 1932                     | Raymond Sommer                        | Raymond Sommer Luigi Chinetti                         | Alfa Romeo 8C 2300 LM             | 218                         |                          |
| 1932                     | Raymond Sommer                        | Raymond Sommer Luigi Chinetti                         | Alfa Romeo 2.3 Supercharged I8    | 218                         |                          |
| 1933                     | Soc. Anon. Alfa Romeo                 | Raymond Sommer Tazio Nuvolari                         | Alfa Romeo 8C 2300MM              | 233                         |                          |
| 1933                     | Soc. Anon. Alfa Romeo                 | Raymond Sommer Tazio Nuvolari                         | Alfa Romeo 2.3 Supercharged I8    | 233                         |                          |
| 1934                     | Luigi Chinetti Philippe Étancelin     | Luigi Chinetti Philippe Étancelin                     | Alfa Romeo 8C 2300                | 213                         |                          |
| 1934                     | Luigi Chinetti Philippe Étancelin     | Luigi Chinetti Philippe Étancelin                     | Alfa Romeo 2.3 Supercharged I8    | 213                         |                          |
| 1935                     | Arthur W. Fox & Charles Nichol        | Johnny Hindmarsh Luis Fontès                          | Lagonda M45R Rapide               | 222                         |                          |
| 1935                     | Arthur W. Fox & Charles Nichol        | Johnny Hindmarsh Luis Fontès                          | Meadows 4.5 I6                    | 222                         |                          |
| 1936                     | Wyścig odwołano                       | Wyścig odwołano                                       | Wyścig odwołano                   | Wyścig odwołano             |                          |
| 1937                     | Roger Labric                          | Jean-Pierre Wimille Robert Benoist                    | Bugatti Type 57G Tank             | 243                         |                          |
| 1937                     | Roger Labric                          | Jean-Pierre Wimille Robert Benoist                    | Bugatti 3.3 I8                    | 243                         |                          |
| 1938                     | Eugène Chaboud / Jean Trémoulet       | Eugène Chaboud Jean Trémoulet                         | Delahaye 135CS                    | 235                         |                          |
| 1938                     | Eugène Chaboud / Jean Trémoulet       | Eugène Chaboud Jean Trémoulet                         | Delahaye 3.6 I6                   | 235                         |                          |
| 1939                     | Jean-Pierre Wimille                   | Jean-Pierre Wimille Pierre Veyron                     | Bugatti Type 57S Tank             | 248                         |                          |
| 1939                     | Jean-Pierre Wimille                   | Jean-Pierre Wimille Pierre Veyron                     | Bugatti 3.3 Supercharged I8       | 248                         |                          |
| 1940– 1948               | Wyścig nie był organizowany           | Wyścig nie był organizowany                           | Wyścig nie był organizowany       | Wyścig nie był organizowany |                          |
| 1949                     | Lord Selsdon                          | Peter Mitchell-Thomson Luigi Chinetti                 | Ferrari 166MM                     | 235                         |                          |
| 1949                     | Lord Selsdon                          | Peter Mitchell-Thomson Luigi Chinetti                 | Ferrari 2.0 V12                   | 235                         |                          |
| 1950                     | Louis Rosier                          | Louis Rosier Jean-Louis Rosier                        | Talbot-Lago T26 GS                | 256                         |                          |
| 1950                     | Louis Rosier                          | Louis Rosier Jean-Louis Rosier                        | Talbot 4.5 I6                     | 256                         |                          |
| 1951                     | Peter Walker                          | Peter Walker Peter Whitehead                          | Jaguar XK-120C                    | 267                         |                          |
| 1951                     | Peter Walker                          | Peter Walker Peter Whitehead                          | Jaguar 3.4 I6                     | 267                         |                          |
| 1952                     | Daimler-Benz A.G.                     | Hermann Lang Fritz Riess                              | Mercedes-Benz 300 SL (W194)       | 277                         |                          |
| 1952                     | Daimler-Benz A.G.                     | Hermann Lang Fritz Riess                              | Mercedes-Benz 3.0 I6              | 277                         |                          |
| 1953                     | Jaguar Cars Ltd.                      | Tony Rolt Duncan Hamilton                             | Jaguar C-Type                     | 304                         |                          |
| 1953                     | Jaguar Cars Ltd.                      | Tony Rolt Duncan Hamilton                             | Jaguar 3.4 I6                     | 304                         |                          |
| 1954                     | Scuderia Ferrari                      | José Froilán González Maurice Trintignant             | Ferrari 375 Plus                  | 302                         |                          |
| 1954                     | Scuderia Ferrari                      | José Froilán González Maurice Trintignant             | Ferrari 5.0 V12                   | 302                         |                          |
| 1955                     | Jaguar Cars Ltd.                      | Mike Hawthorn Ivor Bueb                               | Jaguar D-Type                     | 307                         |                          |
| 1955                     | Jaguar Cars Ltd.                      | Mike Hawthorn Ivor Bueb                               | Jaguar 3.4 I6                     | 307                         |                          |
| Tor o długości 13,461 km |                                       |                                                       |                                   |                             |                          |
| 1956                     | Ecurie Ecosse                         | Ninian Sanderson Ron Flockhart                        | Jaguar D-Type                     | 300                         |                          |
| 1956                     | Ecurie Ecosse                         | Ninian Sanderson Ron Flockhart                        | Jaguar 3.4 I6                     | 300                         |                          |
| 1957                     | Ecurie Ecosse                         | Ron Flockhart Ivor Bueb                               | Jaguar D-Type                     | 327                         |                          |
| 1957                     | Ecurie Ecosse                         | Ron Flockhart Ivor Bueb                               | Jaguar 3.8 I6                     | 327                         |                          |
| 1958                     | Scuderia Ferrari                      | Olivier Gendebien Phil Hill                           | Ferrari 250 TR58                  | 305                         |                          |
| 1958                     | Scuderia Ferrari                      | Olivier Gendebien Phil Hill                           | Ferrari 3.0 V12                   | 305                         |                          |
| 1959                     | David Brown Racing Dept.              | Carroll Shelby Roy Salvadori                          | Aston Martin DBR1/300             | 323                         |                          |
| 1959                     | David Brown Racing Dept.              | Carroll Shelby Roy Salvadori                          | Aston Martin 3.0 I6               | 323                         |                          |
| 1960                     | Scuderia Ferrari SpA                  | Paul Frère Olivier Gendebien                          | Ferrari 250 TR59/60               | 314                         |                          |
| 1960                     | Scuderia Ferrari SpA                  | Paul Frère Olivier Gendebien                          | Ferrari 3.0 V12                   | 314                         |                          |
| 1961                     | Scuderia Ferrari                      | Olivier Gendebien Phil Hill                           | Ferrari 250 TRI/61                | 333                         |                          |
| 1961                     | Scuderia Ferrari                      | Olivier Gendebien Phil Hill                           | Ferrari 3.0 V12                   | 333                         |                          |
| 1962                     | SpA Ferrari SEFAC                     | Olivier Gendebien Phil Hill                           | Ferrari 330 TRI/LM Spyder         | 331                         |                          |
| 1962                     | SpA Ferrari SEFAC                     | Olivier Gendebien Phil Hill                           | Ferrari 4.0 V12                   | 331                         |                          |
| 1963                     | SpA Ferrari SEFAC                     | Lorenzo Bandini Ludovico Scarfiotti                   | Ferrari 250P                      | 339                         |                          |
| 1963                     | SpA Ferrari SEFAC                     | Lorenzo Bandini Ludovico Scarfiotti                   | Ferrari 3.0 V12                   | 339                         |                          |
| 1964                     | SpA Ferrari SEFAC                     | Jean Guichet Nino Vaccarella                          | Ferrari 275P                      | 349                         |                          |
| 1964                     | SpA Ferrari SEFAC                     | Jean Guichet Nino Vaccarella                          | Ferrari 3.3 V12                   | 349                         |                          |
| 1965                     | North American Racing Team            | Masten Gregory Jochen Rindt                           | Ferrari 250LM                     | 348                         |                          |
| 1965                     | North American Racing Team            | Masten Gregory Jochen Rindt                           | Ferrari 3.3 V12                   | 348                         |                          |
| 1966                     | Shelby-American Inc.                  | Bruce McLaren Chris Amon                              | Ford GT40 Mk.II                   | 360                         |                          |
| 1966                     | Shelby-American Inc.                  | Bruce McLaren Chris Amon                              | Ford 7.0 V8                       | 360                         |                          |
| 1967                     | Shelby-American Inc.                  | Dan Gurney A.J. Foyt                                  | Ford GT40 Mk.IV                   | 388                         |                          |
| 1967                     | Shelby-American Inc.                  | Dan Gurney A.J. Foyt                                  | Ford 7.0 V8                       | 388                         |                          |
| Tor o długości 13,469 km |                                       |                                                       |                                   |                             |                          |
| 1968                     | John Wyer Automotive Engineering Ltd. | Pedro Rodriguez Lucien Bianchi                        | Ford GT40 Mk.I                    | 331                         |                          |
| 1968                     | John Wyer Automotive Engineering Ltd. | Pedro Rodriguez Lucien Bianchi                        | Ford 4.9 V8                       | 331                         |                          |
| 1969                     | John Wyer Automotive Engineering      | Jacky Ickx Jackie Oliver                              | Ford GT40 Mk.I                    | 372                         |                          |
| 1969                     | John Wyer Automotive Engineering      | Jacky Ickx Jackie Oliver                              | Ford 4.9 V8                       | 372                         |                          |
| 1970                     | Porsche KG Salzburg                   | Hans Herrmann Richard Attwood                         | Porsche 917K                      | 343                         |                          |
| 1970                     | Porsche KG Salzburg                   | Hans Herrmann Richard Attwood                         | Porsche 4.5 Flat-12               | 343                         |                          |
| 1971                     | Martini Racing Team                   | Helmut Marko Gijs van Lennep                          | Porsche 917K                      | 397                         |                          |
| 1971                     | Martini Racing Team                   | Helmut Marko Gijs van Lennep                          | Porsche 4.9L Flat-12              | 397                         |                          |
| Tor o długości 13,640 km |                                       |                                                       |                                   |                             |                          |
| 1972                     | Equipe Matra-Simca Shell              | Henri Pescarolo Graham Hill                           | Matra-Simca MS670                 | 344                         |                          |
| 1972                     | Equipe Matra-Simca Shell              | Henri Pescarolo Graham Hill                           | Matra 3.0 V12                     | 344                         |                          |
| 1973                     | Equipe Matra-Simca Shell              | Henri Pescarolo Gérard Larrousse                      | Matra-Simca MS670B                | 355                         |                          |
| 1973                     | Equipe Matra-Simca Shell              | Henri Pescarolo Gérard Larrousse                      | Matra 3.0 V12                     | 355                         |                          |
| 1974                     | Équipe Gitanes                        | Henri Pescarolo Gérard Larrousse                      | Matra-Simca MS670C                | 337                         |                          |
| 1974                     | Équipe Gitanes                        | Henri Pescarolo Gérard Larrousse                      | Matra 3.0 V12                     | 337                         |                          |
| 1975                     | Gulf Research Racing Co.              | Derek Bell Jacky Ickx                                 | Mirage GR8                        | 336                         |                          |
| 1975                     | Gulf Research Racing Co.              | Derek Bell Jacky Ickx                                 | Ford Cosworth DFV 3.0 V8          | 336                         |                          |
| 1976                     | Martini Racing Porsche System         | Jacky Ickx Gijs van Lennep                            | Porsche 936                       | 349                         |                          |
| 1976                     | Martini Racing Porsche System         | Jacky Ickx Gijs van Lennep                            | Porsche Type-935 2.1 Turbo Flat-6 | 349                         |                          |
| 1977                     | Martini Racing Porsche System         | Jürgen Barth Hurley Haywood Jacky Ickx                | Porsche 936/77                    | 342                         |                          |
| 1977                     | Martini Racing Porsche System         | Jürgen Barth Hurley Haywood Jacky Ickx                | Porsche Type-935 2.1 Turbo Flat-6 | 342                         |                          |
| 1978                     | Renault Sport                         | Didier Pironi Jean-Pierre Jaussaud                    | Renault Alpine A442B              | 369                         |                          |
| 1978                     | Renault Sport                         | Didier Pironi Jean-Pierre Jaussaud                    | Renault 2.0 Turbo V6              | 369                         |                          |
| Tor o długości 13,626 km |                                       |                                                       |                                   |                             |                          |
| 1979                     | Porsche Kremer Racing                 | Klaus Ludwig Don Whittington Bill Whittington         | Porsche 935 K3                    | 307                         |                          |
| 1979                     | Porsche Kremer Racing                 | Klaus Ludwig Don Whittington Bill Whittington         | Porsche Type-935 3.0 Turbo Flat-6 | 307                         |                          |
| 1980                     | LePoint Jean Rondeau                  | Jean Rondeau Jean-Pierre Jaussaud                     | Rondeau M379                      | 338                         |                          |
| 1980                     | LePoint Jean Rondeau                  | Jean Rondeau Jean-Pierre Jaussaud                     | Ford Cosworth DFV 3.0 V8          | 338                         |                          |
| 1981                     | Porsche System                        | Jacky Ickx Derek Bell                                 | Porsche 936                       | 354                         |                          |
| 1981                     | Porsche System                        | Jacky Ickx Derek Bell                                 | Porsche Type-935 2.6 Turbo Flat-6 | 354                         |                          |
| 1982                     | Rothmans Porsche System               | Jacky Ickx Derek Bell                                 | Porsche 956                       | 359                         |                          |
| 1982                     | Rothmans Porsche System               | Jacky Ickx Derek Bell                                 | Porsche Type-935 2.6 Turbo Flat-6 | 359                         |                          |
| 1983                     | Rothmans Porsche                      | Vern Schuppan Hurley Haywood Al Holbert               | Porsche 956                       | 370                         |                          |
| 1983                     | Rothmans Porsche                      | Vern Schuppan Hurley Haywood Al Holbert               | Porsche Type-935 2.6 Turbo Flat-6 | 370                         |                          |
| 1984                     | New-Man Joest Racing                  | Henri Pescarolo Klaus Ludwig                          | Porsche 956                       | 359                         |                          |
| 1984                     | New-Man Joest Racing                  | Henri Pescarolo Klaus Ludwig                          | Porsche Type-935 2.6 Turbo Flat-6 | 359                         |                          |
| 1985                     | New-Man Joest Racing                  | Klaus Ludwig Paolo Barilla John Winter                | Porsche 956                       | 373                         |                          |
| 1985                     | New-Man Joest Racing                  | Klaus Ludwig Paolo Barilla John Winter                | Porsche Type-935 2.6 Turbo Flat-6 | 373                         |                          |
| Tor o długości 13,528 km |                                       |                                                       |                                   |                             |                          |
| 1986                     | Rothmans Porsche                      | Derek Bell Hans-Joachim Stuck Al Holbert              | Porsche 962C                      | 368                         |                          |
| 1986                     | Rothmans Porsche                      | Derek Bell Hans-Joachim Stuck Al Holbert              | Porsche Type-935 2.6 Turbo Flat-6 | 368                         |                          |
| Tor o długości 13,535 km |                                       |                                                       |                                   |                             |                          |
| 1987                     | Rothmans Porsche AG                   | Hans-Joachim Stuck Derek Bell Al Holbert              | Porsche 962C                      | 355                         |                          |
| 1987                     | Rothmans Porsche AG                   | Hans-Joachim Stuck Derek Bell Al Holbert              | Porsche Type-935 3.0 Turbo Flat-6 | 355                         |                          |
| 1988                     | Silk Cut Jaguar Tom Walkinshaw Racing | Jan Lammers Johnny Dumfries Andy Wallace              | Jaguar XJR-9LM                    | 394                         |                          |
| 1988                     | Silk Cut Jaguar Tom Walkinshaw Racing | Jan Lammers Johnny Dumfries Andy Wallace              | Jaguar 7.0 V12                    | 394                         |                          |
| 1989                     | Team Sauber Mercedes                  | Jochen Mass Manuel Reuter Stanley Dickens             | Sauber C9                         | 389                         |                          |
| 1989                     | Team Sauber Mercedes                  | Jochen Mass Manuel Reuter Stanley Dickens             | Mercedes-Benz M119 5.0 Turbo V8   | 389                         |                          |
| Tor o długości 13,600 km |                                       |                                                       |                                   |                             |                          |
| 1990                     | Silk Cut Jaguar Tom Walkinshaw Racing | John Nielsen Price Cobb Martin Brundle                | Jaguar XJR-12                     | 359                         |                          |
| 1990                     | Silk Cut Jaguar Tom Walkinshaw Racing | John Nielsen Price Cobb Martin Brundle                | Jaguar 7.0 V12                    | 359                         |                          |
| 1991                     | Mazdaspeed Co. Ltd. Oreca             | Volker Weidler Johnny Herbert Bertrand Gachot         | Mazda 787B                        | 362                         |                          |
| 1991                     | Mazdaspeed Co. Ltd. Oreca             | Volker Weidler Johnny Herbert Bertrand Gachot         | Mazda R26B 2.6 4-Rotor            | 362                         |                          |
| 1992                     | Peugeot Talbot Sport                  | Derek Warwick Yannick Dalmas Mark Blundell            | Peugeot 905 Evo 1B                | 352                         |                          |
| 1992                     | Peugeot Talbot Sport                  | Derek Warwick Yannick Dalmas Mark Blundell            | Peugeot SA35 3.5 V10              | 352                         |                          |
| 1993                     | Peugeot Talbot Sport                  | Éric Hélary Christophe Bouchut Geoff Brabham          | Peugeot 905 Evo 1B                | 375                         |                          |
| 1993                     | Peugeot Talbot Sport                  | Éric Hélary Christophe Bouchut Geoff Brabham          | Peugeot SA35 3.5 V10              | 375                         |                          |
| 1994                     | Le Mans Porsche Team Joest Racing     | Yannick Dalmas Hurley Haywood Mauro Baldi             | Dauer 962 Le Mans                 | 344                         |                          |
| 1994                     | Le Mans Porsche Team Joest Racing     | Yannick Dalmas Hurley Haywood Mauro Baldi             | Porsche Type-935 3.0 Turbo Flat-6 | 344                         |                          |
| 1995                     | Kokusai Kaihatsu Racing               | Yannick Dalmas Masanori Sekiya JJ Lehto               | McLaren F1 GTR                    | 298                         |                          |
| 1995                     | Kokusai Kaihatsu Racing               | Yannick Dalmas Masanori Sekiya JJ Lehto               | BMW S70 6.1 V12                   | 298                         |                          |
| 1996                     | Joest Racing                          | Davy Jones Alexander Wurz Manuel Reuter               | TWR Porsche WSC-95                | 354                         |                          |
| 1996                     | Joest Racing                          | Davy Jones Alexander Wurz Manuel Reuter               | Porsche Type-935 3.0 Turbo Flat-6 | 354                         |                          |
| Tor o długości 13,605 km |                                       |                                                       |                                   |                             |                          |
| 1997                     | Joest Racing                          | Michele Alboreto Stefan Johansson Tom Kristensen      | TWR Porsche WSC-95                | 361                         |                          |
| 1997                     | Joest Racing                          | Michele Alboreto Stefan Johansson Tom Kristensen      | Porsche Type-935 3.0 Turbo Flat-6 | 361                         |                          |
| 1998                     | Porsche AG                            | Laurent Aiello Allan McNish Stéphane Ortelli          | Porsche 911 GT1-98                | 351                         |                          |
| 1998                     | Porsche AG                            | Laurent Aiello Allan McNish Stéphane Ortelli          | Porsche 3.2 Turbo Flat-6          | 351                         |                          |
| 1999                     | Team BMW Motorsport                   | Joachim Winkelhock Pierluigi Martini Yannick Dalmas   | BMW V12 LMR                       | 365                         |                          |
| 1999                     | Team BMW Motorsport                   | Joachim Winkelhock Pierluigi Martini Yannick Dalmas   | BMW S70 6.0 V12                   | 365                         |                          |
| 2000                     | Audi Sport Team Joest                 | Frank Biela Tom Kristensen Emanuele Pirro             | Audi R8                           | 368                         |                          |
| 2000                     | Audi Sport Team Joest                 | Frank Biela Tom Kristensen Emanuele Pirro             | Audi 3.6 Turbo V8                 | 368                         |                          |
| 2001                     | Audi Sport Team Joest                 | Frank Biela Emanuele Pirro Tom Kristensen             | Audi R8                           | 321                         |                          |
| 2001                     | Audi Sport Team Joest                 | Frank Biela Emanuele Pirro Tom Kristensen             | Audi 3.6 Turbo V8                 | 321                         |                          |
| Tor o długości 13,650 km |                                       |                                                       |                                   |                             |                          |
| 2002                     | Audi Sport Team Joest                 | Frank Biela Tom Kristensen Emanuele Pirro             | Audi R8                           | 375                         |                          |
| 2002                     | Audi Sport Team Joest                 | Frank Biela Tom Kristensen Emanuele Pirro             | Audi 3.6 Turbo V8                 | 375                         |                          |
| 2003                     | Team Bentley                          | Rinaldo Capello Tom Kristensen Guy Smith              | Bentley Speed 8                   | 377                         |                          |
| 2003                     | Team Bentley                          | Rinaldo Capello Tom Kristensen Guy Smith              | Bentley 4.0 Turbo V8              | 377                         |                          |
| 2004                     | Audi Sport Japan Team Goh             | Seiji Ara Rinaldo Capello Tom Kristensen              | Audi R8                           | 377                         |                          |
| 2004                     | Audi Sport Japan Team Goh             | Seiji Ara Rinaldo Capello Tom Kristensen              | Audi 3.6 Turbo V8                 | 377                         |                          |
| 2005                     | ADT Champion Racing                   | Tom Kristensen JJ Lehto Marco Werner                  | Audi R8                           | 370                         |                          |
| 2005                     | ADT Champion Racing                   | Tom Kristensen JJ Lehto Marco Werner                  | Audi 3.6 Turbo V8                 | 370                         |                          |
| 2006                     | Audi Sport Team Joest                 | Frank Biela Marco Werner Emanuele Pirro               | Audi R10 TDI                      | 380                         |                          |
| 2006                     | Audi Sport Team Joest                 | Frank Biela Marco Werner Emanuele Pirro               | Audi TDI 5.5 Turbo V12            | 380                         |                          |
| Tor o długości 13,629 km |                                       |                                                       |                                   |                             |                          |
| 2007                     | Audi Sport North America              | Marco Werner Emanuele Pirro Frank Biela               | Audi R10 TDI                      | 369                         |                          |
| 2007                     | Audi Sport North America              | Marco Werner Emanuele Pirro Frank Biela               | Audi TDI 5.5 Turbo V12            | 369                         |                          |
| 2008                     | Audi Sport North America              | Allan McNish Rinaldo Capello Tom Kristensen           | Audi R10 TDI                      | 381                         |                          |
| 2008                     | Audi Sport North America              | Allan McNish Rinaldo Capello Tom Kristensen           | Audi TDI 5.5 Turbo V12            | 381                         |                          |
| 2009                     | Peugeot Sport Total                   | David Brabham Marc Gené Alexander Wurz                | Peugeot 908 HDi FAP               | 382                         |                          |
| 2009                     | Peugeot Sport Total                   | David Brabham Marc Gené Alexander Wurz                | Peugeot HDi 5.5 Turbo V12         | 382                         |                          |
| 2010                     | Audi Sport North America              | Mike Rockenfeller Timo Bernhard Romain Dumas          | Audi R15 TDI Plus                 | 397                         | [ 3 ]                    |
| 2010                     | Audi Sport North America              | Mike Rockenfeller Timo Bernhard Romain Dumas          | Audi TDI 5.5 V10 Turbo            | 397                         | [ 3 ]                    |
| 2011                     | Audi Sport Team Joest                 | Marcel Fässler André Lotterer Benoît Tréluyer         | Audi R18 TDI                      | 355                         | [ 4 ]                    |
| 2011                     | Audi Sport Team Joest                 | Marcel Fässler André Lotterer Benoît Tréluyer         | Audi TDI 3.7 V6 Turbo             | 355                         | [ 4 ]                    |
| 2012                     | Audi Sport Team Joest                 | Marcel Fässler André Lotterer Benoît Tréluyer         | Audi R18 E-Tron Quattro           | 378                         | [ 5 ]                    |
| 2012                     | Audi Sport Team Joest                 | Marcel Fässler André Lotterer Benoît Tréluyer         | Audi TDI 3.7 V6 Turbo             | 378                         | [ 5 ]                    |
| 2013                     | Audi Sport Team Joest                 | Tom Kristensen Allan McNish Loïc Duval                | Audi R18 E-Tron Quattro           | 348                         | [ 6 ]                    |
| 2013                     | Audi Sport Team Joest                 | Tom Kristensen Allan McNish Loïc Duval                | Audi TDI 3.7 V6 Turbo             | 348                         | [ 6 ]                    |
| 2014                     | Audi Sport Team Joest                 | Marcel Fässler André Lotterer Benoît Tréluyer         | Audi R18 E-Tron Quattro           | 379                         | [ 7 ]                    |
| 2014                     | Audi Sport Team Joest                 | Marcel Fässler André Lotterer Benoît Tréluyer         | Audi TDI 4.0 L Turbo V6           | 379                         | [ 7 ]                    |
| 2015                     | Porsche Team                          | Nico Hülkenberg Earl Bamber Nick Tandy                | Porsche 919 Hybrid                | 395                         | [ 8 ]                    |
| 2015                     | Porsche Team                          | Nico Hülkenberg Earl Bamber Nick Tandy                | Porsche 2.0 L Turbo V4            | 395                         | [ 8 ]                    |
| 2016                     | Porsche Team                          | Marc Lieb Romain Dumas Neel Jani                      | Porsche 919 Hybrid                | 384                         | [ 9 ]                    |
| 2016                     | Porsche Team                          | Marc Lieb Romain Dumas Neel Jani                      | Porsche 2.0 L Turbo V4            | 384                         | [ 9 ]                    |
| 2017                     | Porsche Team                          | Earl Bamber Timo Bernhard Brendon Hartley             | Porsche 919 Hybrid                | 367                         | [ 10 ]                   |
| 2017                     | Porsche Team                          | Earl Bamber Timo Bernhard Brendon Hartley             | Porsche 2.0 L Turbo V4            | 367                         | [ 10 ]                   |
| Tor o długości 13,626 km |                                       |                                                       |                                   |                             |                          |
| 2018                     | Toyota Gazoo Racing                   | Fernando Alonso Kazuki Nakajima Sébastien Buemi       | Toyota TS050 Hybrid               | 388                         | [ 11 ]                   |
| 2018                     | Toyota Gazoo Racing                   | Fernando Alonso Kazuki Nakajima Sébastien Buemi       | Toyota 2.4 L Turbo V6             | 388                         | [ 11 ]                   |
| 2019                     | Toyota Gazoo Racing                   | Fernando Alonso Kazuki Nakajima Sébastien Buemi       | Toyota TS050 Hybrid               | 385                         | [ 12 ]                   |
| 2019                     | Toyota Gazoo Racing                   | Fernando Alonso Kazuki Nakajima Sébastien Buemi       | Toyota 2.4 L Hybrid Turbo V6      | 385                         | [ 12 ]                   |
| 2020                     | Toyota Gazoo Racing                   | Sébastien Buemi Kazuki Nakajima Brendon Hartley       | Toyota TS050 Hybrid               | 387                         | [ 13 ]                   |
| 2020                     | Toyota Gazoo Racing                   | Sébastien Buemi Kazuki Nakajima Brendon Hartley       | Toyota 2.4 L Hybrid Turbo V6      | 387                         | [ 13 ]                   |
| 2021                     | Toyota Gazoo Racing                   | Mike Conway Kamui Kobayashi José María López          | Toyota GR010 Hybrid               | 371                         | [ 14 ]                   |
| 2021                     | Toyota Gazoo Racing                   | Mike Conway Kamui Kobayashi José María López          | Toyota 3.5L V6 Twin-Turbo Hybrid  | 371                         | [ 14 ]                   |
| 2022                     | Toyota Gazoo Racing                   | Sébastien Buemi Brendon Hartley Ryō Hirakawa          | Toyota GR010 Hybrid               | 380                         | [ 15 ]                   |
| 2022                     | Toyota Gazoo Racing                   | Sébastien Buemi Brendon Hartley Ryō Hirakawa          | Toyota 3.5L V6 Twin-Turbo Hybrid  | 380                         | [ 15 ]                   |
| 2023                     | Ferrari AF Corse                      | James Calado Antonio Giovinazzi Alessandro Pier Guidi | Ferrari 499P                      | 342                         | [ 16 ]                   |
| 2023                     | Ferrari AF Corse                      | James Calado Antonio Giovinazzi Alessandro Pier Guidi | Ferrari 3.0 L Twin-Turbo V6       | 342                         | [ 16 ]                   |
| 2024                     | Ferrari AF Corse                      | Antonio Fuoco Miguel Molina Nicklas Nielsen           | Ferrari 499P                      | 311                         | [ 17 ]                   |
| 2024                     | Ferrari AF Corse                      | Antonio Fuoco Miguel Molina Nicklas Nielsen           | Ferrari 3.0 L Twin-Turbo V6       | 311                         | [ 17 ]                   |
| 2025                     | AF Corse                              | Philip Hanson Robert Kubica Yifei Ye                  | Ferrari 499P                      | 387                         | [ 18 ]                   |
| 2025                     | AF Corse                              | Philip Hanson Robert Kubica Yifei Ye                  | Ferrari 3.0 L Twin-Turbo V6       | 387                         | [ 18 ]                   |

## Odbiór w mediach
Wyścig 24h Le Mans znalazł się w grach komputerowych. Jedną z nich jest Race Driver: Grid; zastosowano tam jednak kompresję czasu, dzięki czemu cały wyścig gracz może przejechać w znacznie krótszym czasie niż w przypadku jego rzeczywistego odpowiednika, opcja 24-godzinnej jazdy jest także dostępna. Zachowany jest cykl dobowy tj. na torze zapada zmrok i część nocna wyścigu odbywa się rzeczywiście w nocy. W grze Gran Turismo 4 (gdzie brak jest cyklu dobowego – 24 godziny jedzie się, gdy słońce jest na niebie) oraz Gran Turismo 5 wyścig jest pełnowymiarowy, trwa równe 24 godziny, zachowany został cykl dobowy.
Wyścig stał się kanwą filmu z 2019 roku Le Mans ’66, opowiadającego o wyścigu z 1966 roku i towarzyszącej mu rywalizacji teamów firm Ford i Ferrari.